# Brzeg
Brzeg (tyska: Brieg) är en stad i Schlesien belägen i Opole vojvodskap i sydvästra Polen.

## Historia
Staden hette tidigare Brieg och var kretsstad i preussiska provinsen Schlesien, regeringsområdet Breslau, vid floden Oder. År 1900 hade orten 24 090 invånare, varav 7 722 katoliker och 388 judar.
Staden var tidigare starkt befäst och belägrades förgäves av Torstenson mellan den 16 juni och den 17 juli 1642.
Den 4 maj 1741 intogs Brieg av preussarna och den 16 januari 1807 av de med fransmännen förbundna bayrarna, varefter Napoleon I lät förstöra fästningsverken, vilka sedan förvandlades till promenader.
Brieg var fordom residens i ett hertigdöme med samma namn, som 1742 kom under Preussen, och ruiner finns där ännu efter det gamla hertigliga slottet.
Efter Tysklands nederlag i andra världskriget år 1945 hamnade orten på den östra sidan av Oder-Neisse-linjen och tillföll Polen.